# Бун Карлайл
Бун Карлайл англ. Boone Carlyle — вигаданий персонаж і один з головних героїв американського телесеріалу «Загублені» (виробництво ABC). Зведений брат іншої героїні — Шеннон Разерфорд. Один із тих, що летіли в середній частині літака Oceanic 815. Він спробував стати одним з лідерів уцілілих, але зазнав невдачі, однак став соратником Джона Локка. Бун прожив на острові 41 день, перш ніж помер від травм, отриманих при падінні з дерева в уламках літака наркоторговців. Він знаходився всередині нього і намагався викликати рятувальників, де дивом збереглася рація. Насправді він зв'язався з Бернардом, уцілілим з хвостової частини рейсу Oceanic 815, який знаходився на іншому кінці Острова. За словами Локка, Бун був жертвою, яку вимагав Острів.

## До авіакатастрофи
Коли Буну було 10 років, його мати Сабріна одружилася з Адамом Рутерфордом, у якого була дочка від попереднього шлюбу. Так у Буна з'явилася зведена сестра Шеннон. Згодом Адам загинув в автокатастрофі, коли його автомобіль врізався в машину Сари, майбутньої дружини Джека Шепарда. У шестирічному віці у Буна була няня на ім'я Тереза, яка фактично з його вини впала з драбини і зламала шию.
Ставши старше, Бун працював рятувальником, потім став керівником однієї з філій компанії матері. Цю посаду він отримав незабаром після загибелі вітчима. У той же період, будучи закоханий у Шеннон, він хотів позичити сестрі грошей, але вона не прийняла його допомогу.
Пізніше він не раз вирішував її проблеми, виплачуючи відступні її коханцям, коли відносини з ними починали обтяжувати Шеннон. Одного разу чергове прохання Шеннон про допомогу призвело Буна в Австралію. Розшукавши сестру в Сіднеї, він дізнався, що весь цей час вона використовувала його і брехала, граючи на його почуття, тільки потім, щоб отримати гроші. Правда глибоко вразила Буна. Далі Шеннон звабила його і запропонувала разом повернутися в Америку.
В аеропорту Бун намагався обміняти свої квитки на місця в першому класі. Коли він сказав Шеннон, що місць немає, вона увірвалася в касу, щоб повторити спробу. У відповідь на це Бун сказав, що це аморально, а вона сказала охороні, що «якийсь араб» залишив підозрілу сумку в залі очікування. Так вона намагалася показати свою незалежність.
Пізніше, перед відльотом, Бун і Шеннон зайшли в кафе, щоб розслабитися перед зльотом, однак Шеннон продовжувала кричати на нього, звинувачуючи у неотриманні місць у першому класі. Бун знайшов стілець поруч зі столом Ніккі і Пауло. Дивлячись на сварку Шеннон і Буна, Ніккі сказала Пауло: «Сподіваюся, у нас таких відносин не буде».

## На острові
Після аварії літака Бун допомагав Джеку надавати першу допомогу пораненим. Через шок він почав неправильно робити Роуз масаж серця, тому Джек відсторонив його і зайнявся нею сам, а Буна відправив на пошуки ручки для трахеотомії. Далі він разом з Саїдом, Шеннон, Кейт, Чарлі і Соєром вирушив у похід, щоб спробувати з височини відправити сигнал про допомогу. Перетинаючи джунглі, він і решта ледве не стали жертвами білого ведмедя.
На 6-й день Бун ледь не потонув, намагаючись врятувати жінку з води, і уцілів завдяки Джеку, який помітив його і витягнув на берег. Бажаючи принести користь, він заховав у затишному місці пляшки прісної води, але домігся лише того, що налаштував проти себе всіх мешканців табору, які дізнались, що Бун вкрав воду для себе самого. Весь цей час він продовжував опікуватися Шеннон, хоча його турбота чергувалася з ревнощами — помітивши, що сестра і Саїд захопилися один одним, Бун безрезультатно намагався розбудувати їх відносини.
Незабаром Бун почав полювати разом з Джоном Локком і перетворився в його протеже. Коли Інакші викрали Клер і Чарлі, Бун разом з Джоном був у числі тих, хто кинувся на допомогу. Але на півдорозі вони припинили переслідування, так як знайшли в лісі підземний бункер, до якого потім стали приходити щодня і намагатися проникнути всередину. Ця знахідка, яку Джон попросив зберігати в секреті, ще більше віддалила Буна від інших. Спершу Бун хотів розповісти про бункер Шеннон. Тоді Джон зв'язав його і вкинув у ліс, попередньо втер в рану у нього на голові мазь з рослинним наркотиком. Реалістична галюцинація, в якій Шеннон вбив «чорний дим», допомогла йому подолати тягу до сестри.
Далі Локку приснився сон з участю Буна: він побачив закривавленого хлопця і падаючий в джунглях літак Beechcraft. На ранок він разом з Буном відправився в ліс і знайшов літак зі свого сну. Так як Локк тимчасово втратив здатність пересуватися в літак, який повис на дереві забрався Бун. На борту виявилася партія героїну, захованого в статуетки Діви Марії, і зотліле тіло пілота.
Побачивши неушкоджену рацію, Бун спробував встановити зв'язок і навіть почув у відповідь повідомлення (потім з'ясувалося, що його послав Бернард — один з другої групи, уцілілих), але в цей момент літак впав з дерева, встромився носом у землю і перекинувся. Локк відніс покаліченого Буна в табір. Джек відчайдушно намагався врятувати Буна, але через те, що Джон приховав обставини його падіння, лікування було неправильним, і в результаті Джек вирішив ампутувати Буну ногу. В останній момент Бун отямився і, зупинивши Джека, незабаром помер.
Бун з'являвся в серіалі ще двічі, поставши перед Локком у вигляді галюцинації. В цьому видінні він віз Локка в інвалідному кріслі з аеропорту, де були присутні інші персонажі і говорив, що Джону необхідно допомогти декому (але цієї людини не було серед тих, хто був навколо). Потім Бун зник і виник нагорі ескалатора. Поки Локк піднімався за ним, він змінив вигляд і став таким, яким був перед смертю — потовченим і закривавленим. а також на початку і в кінці шостого сезону.